# Byrrhus alemani
Byrrhus alemani là một loài bọ cánh cứng trong họ Byrrhidae. Loài này được Fabbri & Putz miêu tả khoa học năm 1999.